# Ommatius lucifer
Ommatius lucifer är en tvåvingeart som beskrevs av Walker 1858. Ommatius lucifer ingår i släktet Ommatius och familjen rovflugor. Inga underarter finns listade i Catalogue of Life.